# James Franklin (naturaliste)
Pour les articles homonymes, voir Franklin.
James Franklin (1783 - 31 août 1834) est un soldat britannique, frère de John Franklin.

## Biographie
James Franklin est entré au service de la Compagnie anglaise des Indes orientales comme cadet en 1805. Il a servi avec distinction sur différents théâtres d'opération en Inde dans le cadre de la Ire Cavalerie du Bengale. Autorité dans le domaine de la géologie, il a été élu membre de la Royal Society. C'est au cours de son service dans la Central Provinces and Berar qu'il a collecté des spécimens d'oiseaux pour l'Asiatic Society. Ainsi, il a recueilli environ quarante espèces différentes avant d'atteindre Bénarès, et plus de 160 à Saugor. En outre, il a réalisé un grand nombre de peintures. Les spécimens ont été envoyés à la Zoological Society of London tandis que les peintures sont restées à l'Asiatic Society de Calcutta.